# San Fedele

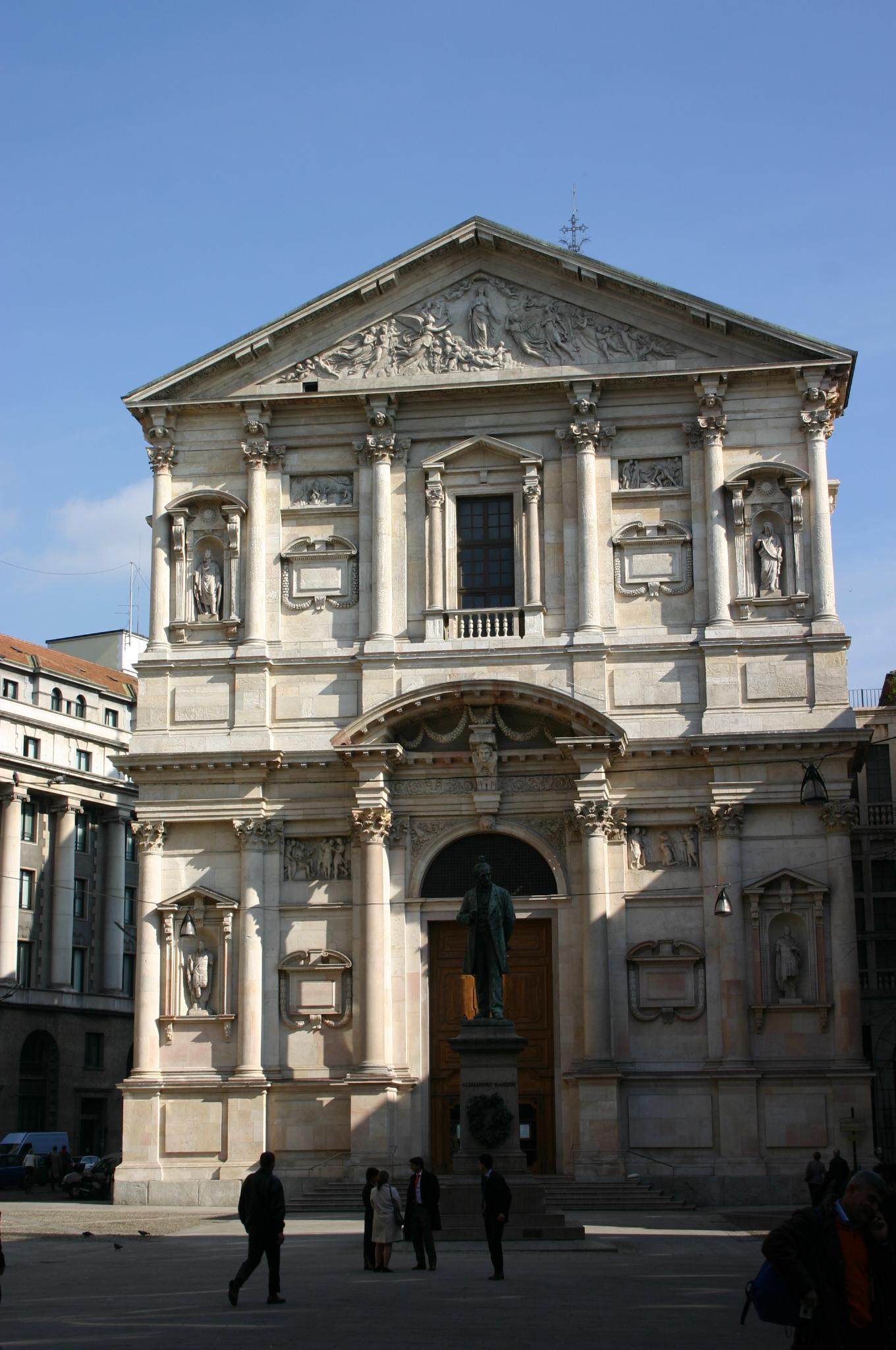
A templom főhomlokzata

A San Fedele egy római katolikus templom Milánóban a Palazzo Marino mögötti kis téren. Előtte Alessandro Manzoni szobra áll, mely Francesco Barzaghi alkotása (1883).

## Története
Egy 10. századi templom helyén épült fel 1569-1579 között Borromeo Szent Károly, a város püspöke parancsára, a városban megtelepedett jezsuiták számára. Az építész Pellegrino Tibaldi volt. Amikor a La Scala operaház helyén álló templomot lebontották ez az újabb istenháza a Santa Maria alla Scala presso San Fedele nevet kapta. Rövidesen hercegi kápolna lett és elsősorban a városi nemesség látogatta. A templom a 16. századi milánói stílus, a klasszicizáló korai barokk képviselője. Homlokzatának két sor korinthoszi és kompozit oszlopa ennek bizonyítéka. A timpanont Monti domborműve díszíti és Mária mennybevitelét ábrázolja. Figyelemre méltó a templomban Pestagelli 1824-ból származó oltára valamint több 16. századi festmény valamint a faragott gyóntató- és kórusszékek.